# Aricia
Aricia là một chi bướm trong họ Lycaenidae.

## Các loài
Các loài được ghi nhận.
- Nhóm agestis:
  - Aricia agestis ([Denis & Schiffermüller], 1775)
  - Aricia artaxerxes (Fabricius, 1793)
  - Aricia cramera (Eschscholtz, 1821)
  - Aricia montensis Verity, 1928
- Nhóm anteros:
  - Aricia anteros (Freyer, 1838)
  - Aricia bassoni Larsen, 1974
  - Aricia crassipuncta (Christoph, 1893)
  - Aricia morronensis (Ribbe, 1910)
  - Aricia vandarbani (Pfeiffer, 1937)
- Nhóm chinensis:
  - Aricia chinensis (Murray, 1874)
- Nhóm nicias:
  - Aricia dorsumstellae (Graves, 1923)
  - Aricia hyacinthus (Herrich-Schäffer, [1847])
  - Aricia isaurica (Staudinger, 1871)
  - Aricia nicias (Meigen, 1829) – silvery argus
  - Aricia teberdina (Sheljuzhko, 1934)
  - Aricia torulensis Hesselbarth & Siepe, 1993